# Люк Кейдж (телесеріал)
«Люк Кейдж» (англ. Marvel's Luke Cage) — американський вебсеріал, створений студією Marvel Television для компанії Netflix. Серіал входить до кіновсесвіту Marvel. Головний герой, людина з надприродними здібностями на ім'я Люк Кейдж, є також другорядним персонажем серіалу «Джессіка Джонс», що разом із ще кількома серіалами утворюють сагу Захисників. Прем'єра відбулась 30 вересня 2016.

## Сюжет
«Незламний духом колишній в’язень бореться за своє добре ім’я та свій район. Він не шукав бійки, але людям потрібен герой» — офіційний синопсис
Люк Кейдж, людина, що має суперсилу і тіло якої неможливо пробити кулями, живе в Гарлемі і працює в цирульні прибиральником, намагаючись вести спокійне життя. Однак це йому не вдається, адже декілька його знайомих грабують місцевого кримінального авторитета, у результаті чого Кейджу не залишається нічого, окрім як стати захисником для одного з трьох крадіїв, аби врятувати його від розправи.

## Послідовність
| 2015 | Шибайголова 1 сезон    |
| 2015 | Джессіка Джонс 1 сезон |
| 2016 | Шибайголова 2 сезон    |
| 2016 | Люк Кейдж 1 сезон      |
| 2017 | Залізний кулак 1 сезон |
| 2017 | Захисники 1 сезон      |
| 2017 | Каратель 1 сезон       |
| 2018 | Джессіка Джонс 2 сезон |
| 2018 | Люк Кейдж 2 сезон      |
| 2018 | Залізний кулак 2 сезон |
| 2019 | Джессіка Джонс 3 сезон |
| 2019 | Шибайголова 3 сезон    |
| 2019 | Каратель 2 сезон       |

Серіал «Люк Кейдж» є третім проєктом «Саги Захисників», до якої також входять серіали: Шибайголова, Джессіка Джонс, Залізний Кулак, Захисники⁣, а також Каратель (не є членом команди).
Події сезонів відбуваються хронологічно за датою їх виходу. Тобто події першого сезону «Люка Кейджа» відбуваються після другого сезону «Шибайголови» і перед першим сезоном «Залізного кулака», а події другого — між другим сезоном «Джессіки Джонс» і другим сезоном «Залізного кулака».

## У ролях
| Актор            | Роль                                     |
| ---------------- | ---------------------------------------- |
| Майк Колтер      | Карл Лукас / Люк Кейдж                   |
| Сімон Міссік     | Мерседес Келлі "Місті" Найт              |
| Магершала Алі    | Корнел Стоукс / Щитомордник              |
| Тео Россі        | Ернан Альварес / Шейдс                   |
| Ерік Ларей Харві | Вілліс Страйкер / Діамантовий змій       |
| Розаріо Доусон   | Клер Темпл                               |
| Елфрі Вудард     | Мерая Стоукс / Мерая Діллард             |
| Мустафа Шакір    | Джон МакІвер / Бушмастер                 |
| Джессіка Генвік  | Коллін Вінг                              |
| Френк Вейлі      | детектив Рафаель Скарф                   |
| Рейчел Тейлор    | Патрісія Волкер / Пекельна кішка (камео) |
| Фінн Джонс       | Денні Ренд / Залізний кулак (камео)      |

## Список епізодів
| Сезон | Епізоди | Епізоди | Оригінальний показ | Оригінальний показ |
| Сезон | Епізоди | Епізоди | Перший показ       | Останній показ     |
| ----- | ------- | ------- | ------------------ | ------------------ |
| 1     | 13      | 13      | 30 вересня 2016    | 30 вересня 2016    |
| 2     | 13      | 13      | 22 червня 2018     | 22 червня 2018     |

### Перший сезон (2016)
| No. | Назва                                         | Режисер                | Сценарист                             | Дата показу     |
| --- | --------------------------------------------- | ---------------------- | ------------------------------------- | --------------- |
| 1 | «Moment of Truth» «Момент істини»             | Пол МакГіган           | Чео Годарі Кокер                      | 30 вересня 2016 |
| Люк Кейдж переховується в Гарлемі після того як отримав суперсилу в результаті експерименту. Він працює прибиральником в перукарні свого друга та наставника Попса. Троє друзів, Шамік, Чіко і Данте, знайомі Попса, вирішують пограбувати місцевого авторитета містера Стоукса, власника елітного нічного клубу, який займається нелегальним продажем зброї. Забравши гроші, Шамік намагається вбити Данте, боячись, що той здасть його Стоуксу, але той все ж встигає розповісти про нього перед смертю, в результаті чого Стоукс вбиває Шаміка, а Люку доводиться стати на захист Чіко. |                                               |                        |                                       |                 |
| 2 | «Code of the Streets» «Вуличний дух»          | Пол МакГіган           | Чео Годарі Кокер                      | 30 вересня 2016 |
| Люк знаходить Чіко та приводить його до Попса. Один з найманців Стоукса дізнається про місцезнаходження хлопця, після чого без відома свого боса влаштовує в цирульні стрілянину, в результаті якої Попс помирає. Детектив Місті Найт, віднедавна близька знайома Кейджа, починає здогадуватись, що Люк є куленепробивним, дізнавшись про те, що чоловік під час стрілянини прикрив своїм тілом іншого і, потрапивши під кулі, зовсім не постраждав. За смерть Попса, до якого Стоукс ставився з повагою, власник клубу скидає того, хто влаштував стрілянину, з даху.                     |                                               |                        |                                       |                 |
| 3 | «Who’s Gonna Take the Weight?» «Важкий тягар» | Гільєрмо Наварро       | Метт Оувенс                           | 30 вересня 2016 |
| Люк вирішує помститись Стоуксу. Для цього він інсценує кілька пограбувань його тайників з грішми, аби їхній господар перевіз усе в одне захищене місце, яке Кейдж в результаті грабує. В цей час Чіко починає співпрацювати з поліцією, через що корумпований напарник детектива Найт вбиває його та розповідає Стоуксу про те, хто його пограбував, після чого останній підриває одну з будівель Гарлему із Люком всередині. |                                               |                        |                                       |                 |
| 4 | «Step in the Arena» «У центрі уваги»          | Вінчензо Наталі        | Чарльз Мюррей                         | 30 вересня 2016 |
| Флешбек-сцени показують, як поліцейський Люк Кейдж, чиє справжнє ім’я Карл Лукас, декілька років тому за фальшивими обвинуваченнями потрапив до в’язниці, в якій проводили незаконні досліди, став брати участь у підпільних боях, які влаштовували охоронці, захотів покінчити з тиранією з боку одного з них, в результаті чого потрапив до медичного крила, де на ньому провели експеримент, завдяки якому він став надлюдиною. В наш час Люк неушкодженим вибирається з-під уламків підірваного Стоуксом кафе.                                                                         |                                               |                        |                                       |                 |
| 5 | «Just to Get a Rep» «Відшкодування збитків»   | Марк Джобст            | Джейсон Хорвітч                       | 30 вересня 2016 |
| Стоукс намагається налаштувати жителів Гарлему проти Люка, та йому це не вдається. В цей час до своєї матері приїзжає Клер Темпл, яка впізнає Кейджа, побачивши його по телевізору. Сам Люк відвідує похорон Попса. |                                               |                        |                                       |                 |
| 6 | «Suckas Need Bodyguards» «Скажені перегони»   | Сем Міллер             | Нейтан Луіс Джексон                   | 30 вересня 2016 |
| Стоукс намагається вбити детектива Скарфа, але той встигає прийти до Люка, після чого Клер дістає з нього кулі. За наводкою напарника Місті Кейдж дістає докази проти Стоукса і того заарештовують. Скарф помирає на руках у детектива Найт. |                                               |                        |                                       |                 |
| 7 | «Manifest» «Підстава»                         | Енді Ґоддард           | Акела Купер                           | 30 вересня 2016 |
| Стоукса відпускають, визнаючи наявні докази проти нього недійсними. Його кузина Мерайя забиває власника клубу на смерть аби звинуватити у тому що сталося Люка. В самого Кейджа стріляють кулями, зробленими зі спеціального неземного металу, в результаті чого чоловік стікає кров’ю. |                                               |                        |                                       |                 |
| 8 | «Blowin’ Up the Spot» «Давній ворог»          | Магнус Мартенс         | Аїда Машака Кроаль                    | 30 вересня 2016 |
| Люка намагається вбити чоловік на ім’я Вілліс Страйкер, більше відомий у кримінальних колах як Алмазний Змій. В ході діалогу між суперниками виявляється, що Страйкер – брат Кейджа. Вілліс знову стріляє в Люка, в результаті чого останній потрапляє до сміттєвоза, який одразу ж їде геть. |                                               |                        |                                       |                 |
| 9 | «DWYCK»                                       | Том Шанкленд           | Крістіан Тейлор                       | 30 вересня 2016 |
| Клер привозить Люка до лікаря, який провів над ним експеримент у в’язниці для того щоб він врятував Кейджа. Тим часом Мерайя та Алмазний Змій ведуть переговори щодо продажу зброї, яка здатна вбити надлюдину. |                                               |                        |                                       |                 |
| 10 | «Take it Personal» «Особисті рахунки»         | Стівен Сурджік         | Джейсон Хорвітч                       | 30 вересня 2016 |
| Лікар Берштейн разом із Клер рятує життя Люку. Страйкер підставляє Кейджа, вбиваючи поліцейського, в результаті чого місцева поліція починає притискати усіх чорних. Повернувшись в Гарлем, Люк іде до клубу, де Мерайя закликає людей повстати проти нього, після чого опиняється в епіцентрі перестрілки, рятуючи Місті від Алмазного Змія. |                                               |                        |                                       |                 |
| 11 | «Now You’re Mine» «В полоні»                  | Джордж Тілман Молодший | Крістіан Тейлор                       | 30 вересня 2016 |
| Страйкер бере відвідувачів клубу в заручники, видаючи себе за Кейджа перед поліцією. Клер та Люк допомагають пораненій Місті, після чого брат Вілліса рятує людей. В решті решт Алмазний Змій тікає, а Люка та Тінь заарештовують. |                                               |                        |                                       |                 |
| 12 | «Soliloquy of Chaos» «Суцільний хаос»         | Філ Абрахам            | Акела Купер і Чарльз Мюррей           | 30 вересня 2016 |
| Люк тікає з-під варти. Страйкер витягає Тінь з в’язниці, після чого намагається вбити його, та йому це не вдається. Колишній соратник Стоукса приходить до Мераї для того щоб об’єднатись з нею проти Вілліса. Разом вони намагаються укласти угоду з Кейджем, та в цей час з’являється Місті для того щоб заарештувати Мераю за вбивство брата, в результаті чого між нею та Тін’ю ледь не починається перестрілка, яку перериває Алмазний Змій, вдягнений у свій новий суперкостюм. |                                               |                        |                                       |                 |
| 13 | «You Know My Steez» «Сумнівна перемога»       | Кларк Джонсон          | Аїда Машака Кроаль і Чео Годарі Кокер | 30 вересня 2016 |
| Між Люком та Віллісом розпочинається бійка, в якій перемагає Кейдж. Місті заарештовує Мераю, та через брак доказів її відпускають. Люка заарештовують за втечу з в’язниці, після того як стає відомо, що рятівник Гарлему є Карлом Лукасом. Клер обіцяє йому зв’язатись зі знайомим адвокатом. Лікар Берштейн починає лікування переможеного Люком Страйкера. |                                               |                        |                                       |                 |

#### СюжетЦей розділмає кілька недоліків. Будь ласка, допоможітьудосконалити йогоабо обговоріть ці проблеми насторінці обговорення.Цей розділзанадто довгий та має бутискороченийдля покращення читацького сприйняття.Будь ласка, зменште обсяг розділу,розділившийого на декілька розділів або створивши окрему статтю, прибравши надлишкову інформацію або додавши підзаголовки.(січень 2025)Цей розділмає вигляд переліку, який краще податипрозою.Ви можете допомогти викласти список прозою, де цедоречно. Ознайомтеся здовідкою з редагування.(січень 2025)Цей розділміститьправописні,лексичні,граматичні,стилістичніабо інші мовні помилки, які треба виправити.Ви можете допомогтивдосконалитицей розділ, погодивши його із чиннимимовними стандартами.(січень 2025)Цей розділне міститьпосилань на джерела.Ви можете допомогти поліпшити цей розділ, додавши посилання нанадійні (авторитетні) джерела. Матеріал без джерел може бути піддано сумніву та вилучено.(січень 2025)
| Епізод | Сюжет |
| ------ | --- |
| 1      | Люк Кейдж працює прибиральником у перукарні Генрі "Поп" Хантера і на кухні в нічному клубі Корнела Стоукса, авторитетного бандита на прізвисько "Щитомордник". Поліція слідкує за Щитомордником в його клубі де Люк знайомиться з детективом Мерседес Келлі "Місті" Найт та проводить з нею ніч. Щитомордник разом зі своєю двоюрідною сестрою, депутатом місцевої ради, Мераєю Стоукс-Діллард готують крупну угоду по продажу зброї іншому бандиту Домінго Колону. Під час угоди на людей Стоукса і Домінго нападають місцеві дрібні бандити Шамік Сміт, Вільфредо "Чіко" Діаз та бармен з нічного клубу Данте Чапман. Починається стрілянина, нападники вбивають учасників угоди, але Данте починає панікувати, що Стоукс його запідозрить. Шамік стріляє в Данте щоб він не вивів Стоукса на їх слід і ділять з Чіко гроші. Проте, смертельно поранений Данте встигає доповісти Стоуксу про співучасників нападу. Поліція що прибула на місце пригоди конфіскує зброю, а розслідуванням займаються детективи Келлі Найт і її напарник Рафаель Скарф. Щитомордник опиняється під потрійним ударом: Домінго звинувачує його у втраті грошей, двоюрідній сестрі Стоукс-Діллард терміново потрібно повернути на рахунки міста гроші які вона взяла з на ремонт його клубу, а постачальник зброї, Вілліс "Алмазний Змій" Страйкер, присилає свою людину Ернана "Шейдса" Альвареса допомогти розібратися в ситуації. Кейдж випадково зустрічає в клубі Шейдса і пригадує що бачив його у в'язниці, де сам раніше відбував покарання. Маючи крупну суму грошей Шамік почав їх одразу витрачати і підлеглі Щитомордника швидко його знаходять з половиною викраденої суми. Шамік не знає куди подівся Чіко з другою половиною грошей і Щитомордник забиває його до смерті. Група дрібних бандитів намагаються пограбувати невелике вуличне кафе, але Кейдж завдяки своїй невразливій шкірі легко з ними справляється і вперше відкрито демонструє свої надприродні здібності іншим людям.                                                                         |
| 2      | Щитомордник і Шейдс в пошуках Чіко навідуються в перукарню Попа, але Чіко там немає і вони продовжують пошук. Поп намагаючись допомогти Чіко просить Люка знайти його швидше і повернути Щитоморднику гроші, йому це вдається проте Чіко спочатку відмовляється прийняти умови Попа, проте пізніше дає згоду. Один з відвідувачів перукарні пізнає Чіко. У флешбеці в підлітковому віці Поп, Щитомордник і Вільфредо, батько Чіко, займаються дрібним хуліганством поки їх не арештовують і відтоді їх шляхи розходяться. Місті Найт зі своїм напарником Рафаелем Скарфом заходять в перукарню Попа в пошуках Чіко, Поп і Люк його ховають, а Місті Найт робить вигляд що не знайома з Люком. Люк приходить в клуб до Щитомордника пропонуючи переговори від імені Попа за Чіко і той погоджується. В цей час Тоун, головний помічник Щитомордника, дізнається що Чіко в перукарні Попа і вирушає туди з Шейдсом і розстрілює перукарню з автоматів. Поп гине, Шейдс забирає гроші, а пораненого Чіко увозить швидка. Дізнавшись про загибель Попа розлючений Щитомордник скидає з Тоуна даху клубу. Забрані в Шаміка і Чіко він гроші передає Мераї Стоукс-Діллард щоб вона повернула на їх на рахунки міста. |
| 3      | Люди Домінго нападають на людей Щитомордника, згодом він і сам з ним зустрічається та вимагає повернути кошти які були втрачені при зриві угоди. Люк намагається влаштувати похорони Попа та зустрічає в похоронному бюро Щитомордника і той вже все підготував і оплатив відповідні рахунки. Щитомордник повідомляє Люку що не давав наказу Тоуну вбивати Попа. Гарлем тяжко переносить загибель Попа, жителі приносять на місце трагедії біля перукарні квіти, а Люк зустрічає там Бобі Фіша, давнього друга Попа, і дізнається що перукарні загрожує закриття через несплачені борги. Детективи Місті Найт і Рафаель Скарф навідують Чіко в лікарні щоб він дав покази на Щитомордника, але той відмовляється, натомість розповідає Люку про об'єкти Щитомордника де той зберігає майно. Люк нападає на кілька об'єктів підставляючи Домінго і цим змушує Щитомордника зібрати свої активи в одному найбільш захищеному місці і потім нападає туди. Будучи невразливим і надзвичайно сильним Кейдж долає численну охорону, забирає невелику частину грошей щоб передати для перукарні Фішу, а решту коштів арештовує поліція. Місті Найт починає підозрювати що новим народним месником є Люк, а Чіко після рейду Люка вже готовий свідчити проти Щитомордника і дати покази Скарфу. На зустрічі Скарф дізнається від нього що це Люк нападав на комплекси Щитомордника і вбиває Чіко. Як виявилось, насправді, Скарф працює на Щитомордника і доповідає йому що напади вчинив Кейдж. Щитомордник знаходить Люка в кафе і вистрілює в нього з гранатомета. |
| 4      | Внаслідок вибуху від пострілу гранатомета завалюється частина будинку і рятувальники розбирають завали. Отямившись під уламками Люк намагається вибратися сам і допомогти власниці ресторану Конні Лін. Під уламками ресторану Кейдж згадує своє минуле коли він був Карлом Лукасом, колишнім поліцейським, ув'язненим у в'язниці Сігейт. Тут він вперше зустрічає Ернана "Шейдса" Альвареса і Даріуса "Команчі" Джонса які також відбувають свої терміни ув'язнення, проте є правою рукою виправного офіцера Альбера Рекхема що керує в'язницею. Рекхем оцінив міцну статуру Люка і уміння битися та запропонував йому певні вигоди під час відбування терміну ув'язнення за умови участі Люка в підпільних боях з іншими в'язнями. Люк спочатку відмовляється, проте Рекхем погрожує нашкодити його співкамернику Реджи на прізвисько "Скваблз" і Люк погоджується, але задумується як усунути Рекхема. Тюремний психолог Ріва Конорс помічає зміни в поведінці Люка який раніше часто ходив до неї на групові сеанси з іншими в'язнями. Відчуваючи симпатію до неї Люк повідомляє Ріві про підпільні бої і застерігає триматися подалі від в'язниці. Шейдс і Команчі підозрюють Люка і катуючи Сквабла дізнаються про їх нелояльність до Рекхема. Вони навідуються до Люка в камеру і завдають йому тяжкі побої, після чого Люк потрапляє в лазарет де його навідує Ріва. Лікар Ноа Берштейн пояснює Ріві що Люк не виживе і поміщає помираючого Люка в камеру зі спеціальним розчином для прискорення його зцілення. Розлючений Рекхмем дізнавшись що Люк його розкрив перед Рівою вривається в лабораторію і намагається зіпсувати обладнання щоб Люк помер. В результаті втручання Рекхема стаються непередбачувані наслідки: лабораторія руйнується, травми Люка загоюються і він отримує свої надприродні здібності - надзвичайну силу і невразливу шкіру. Люк пробиває кулаками стіну, тікає з в'язниці і вирушає до Ріви. В теперішньому Люк вибирається з-під уламків і рятує власницю ресторану. Дивовижний порятунок потрапляє під увагу новин. |
| 5      | Після великих фінансових втрат Щитомордник збільшує побори з місцевих жителів при цьому підбурює їх ніби це все через Люка Кейджа делегуючи повноваження бандиту на прізьвисько "Зіп" який став правою рукою Щитомордника після смерті Тоуна. У відповідь Люк допомагає їм подолати кривдників і навідує Щитомордника в його клубі вимагаючи припинити безлад. Шейдс пізнає Люка з часів відбування терміну у Сігейт і пропонує Щитоморднику допомогу Алмазного Змія щоб вирішити питання з Люком, але той відмовляється. Інший варіант який запропонував Шейдс це зброя виготовлена з використанням інопланетних технологій що лишилися після Битви за Нью-Йорк, але її ціна є для Щитомордника неприйнятною. Капітан поліції Бетті Одрі і лейтенант Перез проводять внутрішнє розслідування стосовно Рафаеля Скарфа і підозрюють його у причетності до смерті Чіко та повідомляють про це Місті Найт, але вона категорично відмовляється у це вірити. Перез який також працює на Щитомордника зустрічається зі Скарфом і розповідає йому про розслідування відносно нього, крім цього Щитомордник віддав наказ повернути конфісковану зброю. Використовуючи ще одного продажного копа, сержанта Макліна який працює у відділі зберігання доказів, Скарфу вдається вивезти зброю. |
| 6      | Отримавши зброю Рафаель Скарф зустрічається з Щитомордником і вимагає крупну суму грошей за її повернення. Відмовившись платити Щитомордник починає бійку і стріляє у Скарфа залишаючи його пораненого помирати, а люди Щитомордника забирають зброю. Після зникнення Скарфа поліція оголошує його в розшук, а новим напарником Місті Найт стає лейтенант Перез. Колишня медична сестра Клер Темпл щоб познайомитися з Люком Кейджом розповідає що це вона в минулому допомогла йому і Джессіці Джонс в Пекельній кухні. Разом вони повертаються до перукарні Попа де знаходять важко пораненого Скарфа. Клер допомагає Скарфу і він зізнається у вбивстві Чіко і що працює на Щитомордника, а також що має докази злочинної діяльності Щитомордника і його спільників. Місті Найт і Перез які слідкують за квартирою Скарфа помічають Люка який навідується туди забрати докази. Отримавши документи Люк і Клер везуть Скарфа в центральний поліцейський відділок, але Перез передає інформацію Щитоморднику і той оголошує полювання на Скарфа. Вуличні бандити в погоні за Скарфом вчиняють стрілянину і хоча наздогнати утікачів не вдається Скарф помирає від отриманих поранень. Місті Найт спостерігаючи дивну поведінку Переза здогадується що він веде подвійну гру і арештовує його, згодом завдяки доказам що надав поліції Люк арештовують і Щитомордника. |
| 7      | Доказів корумпованого і вже мертвого Рафаеля Скарфа недостатньо і поліція швидко звільняє Щитомордника. Після стрілянини в Скарфа помічники Щитомордника забрали зброю з порту і він зміг повернути її Домінго Колоне задля примирення з його угрупуванням. Дізнавшись від Шейдса про минуле Люка Кейджа він зустрічається з ним і погрожує викрити його справжнє ім'я і втечу з в'язниці. Шейдс не задоволений цим рішенням Щитомордника зауваживши що в Алмазного Змія є свої плани на Люка. Аби не потрапити під контроль Люк збирається залишити місто, але Клер Темпл вдається вмовити його шукати інший вихід. Тоді Люк приходить до Домінго і впоравшись з охороною забирає зброю та передає її Місті Найт. Вона просить його дати покази на Щитомордника, але Люк відмовляється натякаючи що готовий і надалі таємно йому шкодити. У минулому прийомна родина Щитомордника була на чолі банди яка контролювала криміналітет Гарлема на чолі з його матір'ю Мейбл Стоукс і її правою рукою дядьком Пітом. Мерая навчалася на адвоката, а Корнел на піаніста і Піт пророчив йому великий успіх, проте мати з підліткового віку залучала його до незаконних справ. Одного разу Мейбл дізналася що Піт таємно веде справи з іншою бандою і змусила Щитомордника застрелити його. Репутація Мераї Стоукс-Діллард значною мірою постраждала після затримання поліцією її кузена Щитомордника і керівництво партії планує її виключити та змусити піти у відставку. Навідавшись до Щитомордника в його клуб Мерая сперечається з ним і в приступі гніву штовхає його з балкона і спустившись завдає йому кілька ударів лампою. Від отриманих поранень Корнел "Щитомордник" Стоукс вмирає. Шейдс який опинився поряд допомагає Мераї прибрати сліди її причетності до вбивства і сфабрикувати докази проти Люка Кейджа. Після складних днів Люк і Клер прогулюються ввечері вулицями Герлема, однак в Люка стріляють і цій зброї вдається ранити Люка пробивши його шкіру.                                                                                   |
| 8      | Менні, знайомий Клер Темпл, викрав карету швидкої та забирає пораненого Люка Кейджа і Клер. Стрілець переслідує авто і підриває його з ручного гранатомета, авто перекидається. Оговтавшись Люк пізнає в нападнику свого зведеного брата Вілліса Страйкера на прізвисько "Алмазний Змій", але наближається поліція і той тікає. Мерая Сток-Діллард стає власницею клуба після смерті Щитомордника, а його колишні помічники Зіп і Шугар переходять під керівництво Шейдса. На допиті Мерая та Кендес Міллер яка працює в клубі свідчать Місті Найт що це Люк вбив Щитомордника. Підозрюючи що отримані від Мераї і Кендес свідчення неправдиві Місті Найт зв'язується з Люком і за час короткої розмови її помічник встигає визначити місцеперебування Люка. Коли Місті Найт прибуває в жіночу лікарню де Клер намагається допомогти пораненому Люку їй повідомляють що під час обшуків перукарні Попа поліція знайшла закривавлені рукавиці в речах Люка. Місті Найт заарештовує Кейджа, але Алмазний Змій знову намагається вбити Люка. Починається сутичка, Алмазному змію вдається нейтралізувати Місті Найт і вдруге ранити ослабленного Люка за допомогою зброї яка стріляє кулями виготовленими з інопланетного металу що залишився після Битви за Нью-Йорк. Місті Найт допитує Клер з проханням допомоги в пошуку Люка, але та відмовляється і Місті зривається на неї, проте начальниці вдається згладити конфлікт. |
| 9      | Алмазний Змій розгніваний діями Шейдса що призвели до смерті Щитомордника оскільки втратив важливого і надійного партнера та вимагає від підлеглих Шейдса терміново знайти Люка Кейджа. Щоб виправити ситуацію Шейдсу необхідно відновити торгові зв'язки Щитомордника і Мерая Стоукс-Діллард через Домінго Колоне збирає зустріч босів місцевих бандитських угрупувань. Шейдс повідомляє Алмазного Змія про зустріч і той заявившись туди вбиває усіх босів крім Домінго і Мераї. Місті Найт відсторонена від служби після зриву на Клер і з нею працює поліцейський психолог. Невдовзі її повертають до служби з завданням знайти Люка Кейджа. Тим часом Люк і Клер Темпл вирушають до тюремного лікаря з Сі-Гейт Ноа Берштейна зі сподіваннями на допомогу в лікуванні Люка стан якого погіршується. |
| 10     | Використавши дані з флеш-накопичувача який Ріва викрала з лабораторії в'язниці Сі-Гейт доктору Ноа Берштейну і Клер Темпл вдається відтворити експеримент та дістати уламки куль з тіла Люка Кейджа після чого його стан швидко покращується. Ознайомившись з даними на флешці Люк дізнається що Ріва весь час йому брехала і насправді підбирала кандидатів для проведення експерименту серед в'язнів Сі-Гейт. Розгніваний Люк трощить обладнання, але жорсткий диск на який Берштейн зробив копію файлів хоча і постраждав, але вцілів. Алмазний Змій просить Мераю Стоукс-Діллард сприяти просуванню його зброї для продажу поліціянтам міста мотивуючи її ефективністю проти Люка Кейджа. Для цього він вбиває поліціянта фабрикуючи докази проти Люка і поліція починає активні пошуки Кейджа. Після чергової облави страждає один невинний і на хвилі протестів Мерая набираючи собі рейтинг та влаштовує зустріч з громадянами в своєму клубі. В пошуках Люка поліція також виходить на Алмазного Змія і Місті Найт звертається до Домінго Колона, а той натякає на нове керівництво нічного клубу. Місті Найт прибуває в клуб і знаходить там Алмазного Змія, але він ранить її з пістолета. Люк, який теж прибув з Клер до клубу, встигає врятувати Місті і намагається вивести її з клуба. |
| 11     | Після початку стрілянини в клуб прибуває Шейдс, а Люку Кейджу вдається забарикадуватися з Місті Найт на кухні. Мераї Стоукс-Діллард і більшості відвідувачів клубу вдається покинути заклад, а тих що залишилися, в тому числі Клер Темпл, Алмазний Змій зі своїми людьми беруть в заручники від імені Кейджа. Поліція побоюючись невразливості Люка не наважується штурмувати клуб, а Мерая рушила домовлятися з мером міста про передачу зброї проти Кейджа. Клер вдається обдурити охоронців та дістатися Люка, аби допомогти пораненій Місті. Алмазний Змій вимагає від імені Кейджа гелікоптер і випускає частину заручників, але вбиває політичного конкурента Мераї, тому поліція приймає рішення штурмувати зі спеціальною зброєю проти Люка Кейджа. Шейдс знаходить схованку Місті та Клер, проте їм вдається його знешкодити. Люк вирішує діяти самостійно та звільняє решту заручників, в тому числі й Кендес Міллер яка раніше його оббрехала перед поліцією. В клуб вриваються спецпризначенці та арештовують Люка Кейджа, Шейдса з його людьми, а Зіп виводить Алмазного Змія через потаємний вихід. |
| 12     | Під час транспортування до поліцейського відділка Люк Кейдж тікає від копів і починає шукати Алмазного Змія який вже почав налагоджувати зв'язки з місцевим криміналітетом. Домінго Колос вирішує вбити Алмазного Змія поки його позиції ослабли, щоб очолити контроль за обігом зброї та наркотиків в Гарлемі. Кендес Міллер зустрічається з Місті Найт і розповідає що це Мерая Стоукс-Діллард вбила Щитомордника і з разом з Шейдсом підставила Кейджа. Після того як Шейдса відпускають під заставу, Зіп зі своїми людьми на зустрічі намагаються його вбити, але натомість Шейдсу вдається вбити нападників. Алмазний Змій вважаючи що Шейдс мертвий пропонує Мераї співпрацю і в знак доброї волі віддає їй велику суму грошей. Домінго зі своїми людьми нападає на склад де переховується Алмазний Змій. Пригрозивши Тьорку, дрібному бандиту з яким співпрацював Алмазний Змій, Люк також дізнається про склад і прибувши туди знаходить ледь живого Домінго і його мертвих людей. Перед смертю Домінго встигає вказати на Алмазного Змія. Невдовзі Шейдс навідується до Мераї й вони разом зустрічаються з Люком в перукарні Попа де пропонують об'єднатися проти Алмазного Змія і зі свого боку надати докази непричетності Люка до вбивства за яке він був ув’язнений у Сі-Гейт. Місті Найт яка стежила за Люком теж прибуває в перукарню і підслухавши їх розмову намагається заарештувати Шейдса і Мераю, але в цей момент Алмазний Змій вривається в суперкостюмі та починає бійку з Люком. |
| 13     | Завдяки спеціальному костюму Алмазний Змій має змогу протистояти Люку Кейджу. З перукарні бійка переміщується на вулицю збираючи натовп спостерігачів що підтримують Люка. В процесі бійки Люк здогадується що костюм Алмазного Змія підживлюється внаслідок отриманих ударів, тому коли він перестає чинити опір Алмазний Змій швидко слабне і Люку вдається завдавати переможний удар. Після бійки поліція арештовує Мераю Стоукс-Діллард і Алмазного Змія, а Шейдсу вдається зникнути. Завдяки отриманим доказам з Люка знімають звинувачення в смерті Щитомордника і подій в клубі. На допиті Мерая звинувачує Алмазного Змія у смерті Щитомордника, а Шейдс тим часом завдяки викраденому у Місті Найт телефону знаходить і вбиває Кендес Міллер. Внаслідок втрати важливого свідка Мераю доводиться відпустити з-під арешту через брак доказів, натомість за Люком Кейджом, якого Мерая розкрила як Карла Лукаса, приходять федеральні маршали, щоб доставити його до в'язниці. В розтрощеній перукарні Боббі Фіш знаходить загублену теку з доказами невинності Карла Лукаса, Шейдс і Мерая далі займаються справами нічного клуба, а Місті Найт продовжує за ними стежити. Тяжко пораненого внаслідок бійки Алмазного Змія доставляють до доктора Ноа Бернштейна аби він наділив його суперздібностями як Люка Кейджа. |

### Другий сезон (2018)
| No. | Назва                               | Режисер             | Сценарист                             | Дата показу    |
| --- | ----------------------------------- | ------------------- | ------------------------------------- | -------------- |
| 1   | «Soul Brother #1»                   | Люсі Лью            | Чео Годарі Кокер                      | 22 червня 2018 |
| 2   | «Straighten It Out»                 | Стеф Ґрін           | Акела Купер                           | 22 червня 2018 |
| 3   | «Wig Out»                           | Марк Джобст         | Метт Овенс                            | 22 червня 2018 |
| 4   | «I Get Physical»                    | Саллі Річардсон     | Меттью Лопес                          | 22 червня 2018 |
| 5   | «All Souled Out»                    | Касі Леммонс        | Ян Стоукс                             | 22 червня 2018 |
| 6   | «The Basement»                      | Міллісент Шелтон    | Аїда Машака Кроаль                    | 22 червня 2018 |
| 7   | «On and On»                         | Рашаад Ернесто Ґрін | Ніколь Міранте-Меттьюз                | 22 червня 2018 |
| 8   | «If It Ain't Rough, It Ain't Right» | Німа Барнетт        | Натан Луї Джексон                     | 22 червня 2018 |
| 9   | «For Pete's Sake»                   | Кларк Джонсон       | Метт Овенс і Ян Стоукс                | 22 червня 2018 |
| 10  | «The Main Ingredient»               | Енді Ґоддард        | Акела Купер                           | 22 червня 2018 |
| 11  | «The Creator»                       | Стівен Сурджік      | Ніколь Міранте-Меттьюз і Меттью Лопес | 22 червня 2018 |
| 12  | «Can't Front on Me»                 | Еверардо Ґоут       | Аїда Машака Кроаль                    | 22 червня 2018 |
| 13  | «They Reminisce Over You»           | Алекс Ґарсія Лопес  | Чео Годарі Кокер                      | 22 червня 2018 |

#### СюжетЦей розділмає кілька недоліків. Будь ласка, допоможітьудосконалити йогоабо обговоріть ці проблеми насторінці обговорення.Цей розділзанадто довгий та має бутискороченийдля покращення читацького сприйняття.Будь ласка, зменште обсяг розділу,розділившийого на декілька розділів або створивши окрему статтю, прибравши надлишкову інформацію або додавши підзаголовки.(січень 2025)Цей розділмає вигляд переліку, який краще податипрозою.Ви можете допомогти викласти список прозою, де цедоречно. Ознайомтеся здовідкою з редагування.(січень 2025)Цей розділміститьправописні,лексичні,граматичні,стилістичніабо інші мовні помилки, які треба виправити.Ви можете допомогтивдосконалитицей розділ, погодивши його із чиннимимовними стандартами.(січень 2025)Цей розділне міститьпосилань на джерела.Ви можете допомогти поліпшити цей розділ, додавши посилання нанадійні (авторитетні) джерела. Матеріал без джерел може бути піддано сумніву та вилучено.(січень 2025)
| Епізод | Сюжет |
| ------ | --- |
| 1      | Люк Кейджа продовжуючи боротьбу з криміналом в Гарлемі звертається за допомгою до Місті Найт, проте після втрати руки Місті проходить реабілітацію і спочатку відмовляється, але згодом повертається до служби. Шейдс і Мерая за посередництва давнього знайомого Мераї фінансиста Реймонда "Піраньї" Джонса готуються купити акції компанії Атріус Пластік перед тим як вони мають стрімко здорожчати. Щоб зібрати кошти на покупку Атріус Пластік Шейдс і Мерая планують продати крупну партію зброї місцевим кримінальним авторитетам серед яких Артуро "Ел Рей" Гомес ІІІ - торговець наркотиками, що прикривається меблевим бізнесом, Найджел Гарісон - торговець зброєю, керівник ямайських угрупувань бандитів і Дантрел "Тарган" Гамільтон - власник мережі нелегальних казино. Крім коштів необхідна згода власника компанії Марка Хігінса. Мерая підсилає до нього дівчину Стефані, яка крутить з Хігінсом інтрижку щоб скомпроментувати і змусити продати компанію. Ел Рей аби отримати угоду планує самотужки ліквідувати Кейджа. Шугар який працює на Мераю і Шейдса при цьому шпигує для Кейджа цього разу виманює його в порт де Ел Рей намагається підірвати Кейджа. План провалюється, вибух і навіть зброя з кулями "Іуда" більше не ранять Кейджа, він знешкоджує Ел Рея і здає його в поліцію. В життя Люка намагається повернутися його батько Джеймс Лукас, але Люк через давні образи реагує різко негативно. В Нью-Йорк прибуває з Ямайки Джон "Бушмастер" МакАйвер поквитатися з Мераєю за смерть батьків яку вчинила її бабуся Мейбл. Бушмастер вбиває Найджела Гарісона та отримує контроль над ямайською бандою Стайлерів у Брукліні, що межує з Гарлемом. |
| 2      | Ел Рей швидко виходить з в'язниці під заставу і повертається до свого бізнесу. До нього навідуються Шейдс і Команчі, аби укласти угоду по зброї, але незадоволений зброєю Ель Рей провокує сварку і Шедс з Команчі вбивають його. Мерая, щоб підвищити свої політичні рейтинги й створити імідж зразкової сім'янинки намагається налагодити контакт з донькою Тільдою Джонсон, що є власником невеликого магазину народної медицини. В пошуках джерела наркотиків у Гарлемі Люк Кейдж знаходить підпільне казино Таргана і намагається його затримати, але Таргану вдається утікти. Люк знаходить Таргана в нього вдома, де він живе разом зі своєю подружкою і сином регулярно їх лупцюючи. Після короткої сутички Люк відправляє Таргана в нокаут. |
| 3      | Люк Кейдж кличе Клер Темпл надати Таргану допомогу і його госпіталізують. Шейдс у лігві Найджела Гарісона зустрічає Бушмастера на чолі банди ямайців і продає зброю йому. В лікарні Тарган відмовляється допомогти слідству Місті Найт, а Клер Темпл стурбована жорстокістю Люка Кейджа в останні дні навідується до його батька. Люк Кейдж в пошуках Гарісона знаходить Бушмастера і здолавши опір охорони застерігає його не вмішуватися в справи Гарлема. Клер свариться з Люком і вирішує тимчасово поїхати до батьків на Кубу. Бушмастер купує в магазині Тільди Джонсон необхідні для ритуалу трави що дають надлюдську силу, спритність та витривалість. Згодом під час прогулянки районом Люк зустрічає Бушмастера який одним ударом відправляє Кейджа в нокдаун попри здібності Люка. |
| 4      | Оговтавшись від удару Люк Кейдж починає бійку з Бушмастером, але той завдяки надзвичайним здібностям отриманим після прийом трав нокаутує Кейджа. Шейд і Мерая з допомогою Піраньї завершують угоду по викупу Атріус Пластік і невдовзі їх статки зростаються до сотень мільйонів доларів. Люк і Місті Найт в ході розслідування і пошуках Бушмастера навідуються в сусідній район Бруклін в схованку ямайців, але його вже там немає, натомість знаходять безголове тіло Найджела Гарісона. Місцевий детектив Томас Кіянко, друг Місті, вказує на в'язня з банди Гаррісона, який і розповідає Місті про мету Бушмастера помститися Мераї за смерть батьків. На зустріч Бушмастер заявляє Мераї про своє право на контроль над Гарлемом. Капітан поліції Том Ріденауер зустрічається з Команчі і насправді той працює його інформатором і має завдання розсварити Шейдса і Мераю. Бобі Фіш який весь час підтримував Люка вирушає в Сан Дієго на операцію по пересадці нирки своїй доньці, а Люка викликають в Верховний суд Нью-Йорка. |
| 5      | Тарган подає у суд на Люка Кейджа вимагаючи за мирову 100 тисяч доларів. Місті Найт отримує від Денні Ренда, власника крупної корпорації Ренд Індастріз, їхню новітню розробку - металевий протез руки. Місті навідується до дому Таргана плануючи сфабрикувати проти нього докази, але знаходить у квартирі його тіло без голови. Марк Хіггінс зникає і його розшукує поліція. Також зникає Рей Рей - один з помічників Шейдса. Мерая в рамках соціальної роботи збудувала сімейну клініку побудовану на спонсорські кошти і пропонує доньці, Тільді, стати в ній директором, але в момент відкриття клініки на вході знаходять наколоті на палях голови Марка Хіггінса, Рей Рея і Таргана. Щоб роздобути гроші Фогі зводить Люка Кейджа з Піраньєю який організовує вечірку і запрошує Люка як відомого супергероя розважати гостей. На вечірці стається стрілянина, невідомі намагаються викрасти Піранью, але Люк його рятує і за винагороду готовий допомагати надалі. |
| 6      | Люди Бушмастера розшукують Люка Кейджа і Піранью на вулицях Гарлема, а Шейдс і Команчі підстерігають їх у перукарні Попа. Люк намагається доставити Піранью в поліцію, проте люди Бушмастера патрулюють вулиці і тому відводить Піранью в церкву до свого батька. Люк викликає Бушмастера на поєдинок, але хоча в силовому бою Люк перемагає, Бушмастер використовує паралізуючий порошок, після чого збиває ударом Люка з моста і той падає в річку. |
| 7      | Отямившись Люку вдається випливти і дібратися до церкви де його батько, Джеймс Лукас, працює пастором. За відсутності Кейджа Піранья лишив церкву і його схопив Бушмастер і під тортурами змусив переоформити майно та гроші Мераї на себе. Люк з Місті виходять на слід людей Бушмастера і дізнаються де тримають Піранью, але спізнюються і знаходять його голову в акваріумі з піраньями. Капітан поліції Том Ріденауер, здавна знайомий з Мераєю, пропонує Мераї угоду - здати Бушмастера і Шейдса в обмін на свободу на що Мерая не погоджується. Шейдс підозрює зрадника серед своїх людей, Команчі вказує на Шугара, але Шейдс прослідковує за Команчі до зустрічі з Ріденауером. Команчі намагаючись виправдатися вбиває Ріденауера, а Шейдс вбиває за зраду Команчі. Бушмастер нападає на будинок Мераї, зв'язує її і підпалює. Бушмастер залишив Тільду вільною, проте вона не тікає і намагається звільнити Мераю, а Люк який був неподалік дізнається про пожежу і рятує їх обох. |
| 8      | Після смерті капітана Тома Ріденауера старшим детективом стає Місті Найт. Мерая і Тільда під захистом в поліцейському відділку очікують на Шейдса й адвоката. Після допиту Мерая залишає відділок і одразу на виході її намагаються вбити найманці за винагороду яку призначив Бушмастер. Хоча Шейдса й підозрюють у вбивстві Команчі через брак доказів йому не висувають обвинувачення. Дізнавшись що Мерая вижила в пожежі Бушмастер оголошує на неї й Кейджа полювання. Його люди атакують Кейджа в церкві, а Мераю і Тільду встигають захистити Місті та детектив Нанді Тайлер в магазині Тільди. |
| 9      | Місті Найт, Мераї з донькою Тільдою і Люку з батьком в одній з будівель Ренд Індастріз що належить Залізному кулаку - Дені Ренду. Мерая за посередництва Місті укладає угоду з прокуратурою про готовність свідчити проти Бушмастера за підпал будинку при гарантії повного імунітету від переслідування за продаж зброї Бушмастеру. Тільда дізнається від Мераї що її батько насправді Пітер Стоукс, дядько Мераї, що гвалтував Мераю в підлітковому віці, а Мама Мейбл заборонила робити аборт небажаної дитини. Розмова різко псує відносини Тільди і Мераї. В момент передачі Місті документів від прокуратури детектив Нанді Тайлер підслуховує про місце переховування Мераї і доповідає Бушмастеру в очікуванні винагороди. Поліція прибуває в "Гарлемський рай" для арешту Бушмастера, але в цей момент банда Стайлерів на чолі з Бушмастером оточує будівлю де ховається Мерая і її спільники. Люк відкидає пропозицію Бушмастера видати Мераю і долає Бушмастера і його спільників до прибуття поліції. Мерая залишає будівлю і зустрічається з Шейдсом який взяв в заручники Анансі, дядька Бушмастера. Заарештованому Бушмастеру вдається втікти з конвою, але внаслідок чисельних травм змушений звернутися по допомогу до Тільди, яка погоджується допомогти ворогу аби помститися Мераї. Для відновлення сил Бушмастеру необхідна квітка особливої рослини - нічної отрути, він дає своїм підлеглим терміново виростити її. |
| 10     | Оскільки Піранья переоформлював майно Мераї на Бушмастера під тортурами усі угоди було визнано недійсними й гроші та майно повернулись у власність Мераї. За проханням Клер Темпл Залізний кулак, Дені Ренд, допомогає Люку Кейджу в пошуках Бушмастера. Місті визначила що саме Нанді Тайлер допомогла Бушмастеру і арештувала її при спробі втечі з міста. Щоб вийти на Бушмастера Мерая з Фейдсом намагаються розколоти Анансі, а дрібний бандит Тьорк, дає вказівку Люку і Дені на теплицю банди Стайлерів. Погром теплиці не дає результатів, тоді як Мерая з Шейдсом тягнуть Анансі в кафе де працює його дружина Інгрід. Шугар в передчутті біди відмовляється йти в кафе. Люди Мераї розстрілюють всіх відвідувачів і персонал кафе, включно зі Стефані яка насправді шпигувала для Стайлерів. Мерая обливає Анансі ромом і підпалює його добиваючи пострілами з револьвера. |
| 11     | В минулому, 30 років тому, після смерті Баггі Стоукса і Квінсі МакАйвера заможна сім'я Стоуксів насолоджуються багатим життям, натомість МакАйвери змушені їм прислужувати. Гвен МакАйвер, мати Бушмастера, вимагає від Мейбл Стоукс виконати договір їх чоловіків Баггі та Квінсі та розділити майно - клуб "Гарлемський рай" та доходи з ромоварні навпіл. Мейбл вирішує не ділитися і підпалює будинок МакАйверів. Гвен гине в пожежі, а її син Джон рятується. Через два роки з метою помсти за смерть Баггі, Піт "Пістолет" Стоукс стріляє в Джона МакАйвера, але дядько Анансі відносить його до цілительки Мадді Майрі яка за допомогою нічної отрути рятує Джона. В теперішньому виявляється що дружина Анансі, Інгрід була поранена в стрілянині в кафе, але змогла врятуватися. Аналізи кулі з тіла Анансі показала що її випустили з того ж револьвера з якого вбили Кендес Міллер і Пістолета Піта. В пошуках винних у стрілянині в кафе Люк навідується до місцевих банд що ворогували з ямайцями-Стайлерами, проте всі спростовують їх причетність. Шейдс знаходить Інгрід в приватній клініці, але не вбиває її, натомість Люк доставляє Інгрід в морг до Анансі, де знаходить Бушмастера і залишає їх оплакувати мерця. Шейдс розчарувався Мераї після бійні в кафе і здається поліції. Шугар приєднується до Люка Кейджа в його боротьбі з Мераєю. |
| 12     | Поки Шейдс дає свідчення в поліції в обмін на імунітет, Гарлем полонила хвиля низькоякісних наркотиків з іменем "Бушмастер". Люк з допомогою Шугара знайшов склад партнера Мераї по фасовці та розповсюдженню цих наркотиків. На складі Кейдж зустрічає Бушмастера, але тому вдається втікти після чергової бійки. Поліція доручає Шейдсу проникнути в "Гарлемський рай" і викрасти револьвер Мераї. Тільда розповідає Бушмастеру подробиці смерті Анансі й таємні ходи які ведуть в клуб. Під час вечірки Мерая розкриває Шейдса, але в цей момент в клуб вривається Бушмастер під дією нічної отрути. Шейдсу, Місті та Люку вдається врятувати Мераю від Бушмастера, він тікає, а Мераю - арештовують. |
| 13     | У в'язниці на Мераю скоюють замах інші в'язні, але їй вдається розправитися з ними та за посередництва свого адвоката почати масовий терор в Гарлемі вбиваючи свідків своїх злочинів. Інші банди з сусідніх районів почали битву за територію і кримінальна ситуація в районі різко погіршилась. Від вбивць гине Алекс Веслі, помічник Мераї, відбувається замах і на Шейдса який остаточно розчарувався Мераї. Бушмастер відбуває з Інгрід на Ямайку, а його помічник Шелдон передає послання миру Люку Кейджу. Тільда Джонс навідує Мераю у в'язниці та отруює її. Мерая згодом вмирає під час відвідин її Люком Кейджом. В заповіті Мерая розпорядилася свої багатомільйонні статки передати на соціальну допомогу, а клуб "Гарлемський рай" Люку Кейджу, залишивши розчаровану Тільду без спадщини. Згодом арештовують Шейдса, оскільки згідно з угодою амністія діяла лише за умови отримання Мераєю вироку суду. Люк Кейдж починає керувати "Гарлемським раєм" і бере Гарлем під свою опіку. |